# Sergio Siorpaes
Sergio Siorpaes (* 20. Juli 1934 in Cortina d’Ampezzo) ist ein ehemaliger italienischer Bobfahrer und Weltmeister.

## Karriere
Siorpaes gewann seine erste internationale Medaille als Anschieber von Sergio Zardini, mit dem zusammen er bei der Weltmeisterschaft 1958 im Zweierbob Silber gewann hinter dem anderen italienischen Bob mit Eugenio Monti und Renzo Alverà. Siorpaes wechselte dann selbst in Montis Mannschaft. 1960 gewann er zusammen mit Monti, Furio Nordio und Alvera Gold im Viererbob bei der Weltmeisterschaft in seiner Heimatstadt Cortina d’Ampezzo. Diese Weltmeisterschaft war Ersatz dafür, dass die Bobwettbewerbe bei den Olympischen Spielen 1960 in Squaw Valley ein einziges Mal nicht auf dem olympischen Programm standen. Im Jahr darauf fand die Weltmeisterschaft in Lake Placid, dem anderen US-amerikanischen Olympiaort statt. Siorpaes gewann im Bob von Monti sowohl im Zweierbob als auch im Viererbob den Titel. Nachdem Monti und Siorpaes 1962 nicht an der Weltmeisterschaft teilnahmen, siegten sie 1963 in Igls im Zweierbob. Auf der Bahn in Igls fanden auch die Bobwettbewerbe bei den Olympischen Spielen 1964 statt. Dort gewann Siorpaes in beiden Disziplinen zusammen mit Monti die Bronzemedaille, im Viererbob saß auch Gildo Siorpaes, Sergios jüngerer Bruder. 1966 fand die Bobweltmeisterschaft wieder einmal in Cortina d’Ampezzo statt. Monti und Siorpaes gewannen den Titel im Zweierbob. Dies war der fünfte und letzte Weltmeistertitel für Sergio Siorpaes.
Sergio Siorpaes war gelernter Schmied. Er erfand die bewegliche Vorderschiene beim Bob und gehört zu den wichtigsten Schlittenbauern in der Geschichte dieser Sportart.